# Anos Rebeldes
Anos Rebeldes é uma minissérie brasileira produzida e exibida pela TV Globo de 14 de julho a 14 de agosto de 1992, em 20 capítulos.
Escrita por Gilberto Braga, com colaboração de Sérgio Marques, Ricardo Linhares e Ângela Carneiro, é livremente Inspirada nos livros 1968 – O Ano Que Não Terminou de Zuenir Ventura e Os Carbonários de Alfredo Sirkis. A direção foi de Dennis Carvalho (também diretor geral), Ivan Zettel e Silvio Tendler.
Contou com a atuação de Malu Mader, Cássio Gabus Mendes, Cláudia Abreu, Marcelo Serrado, José Wilker, Betty Lago e Kadu Moliterno.

## Sinopse
O cenário é a cidade do Rio de Janeiro da classe média. A trama segue o romance entre os jovens Maria Lúcia e João Alfredo, e a trajetória de um grupo de colegas do tradicional Colégio Pedro II, desde 1964, quando se forma e se instala no Brasil o regime de ditadura militar, até 1985, altura em que a política governamental terá já influenciado definitivamente os seus destinos.
Maria Lúcia é uma jovem individualista, traumatizada com a história do pai, Orlando Damasceno, um jornalista conhecido e membro do Partido Comunista, que sempre colocou seus ideais acima da realização pessoal. Quando ela conhece João Alfredo, percebe que ele tem o mesmo perfil do pai e tem medo de se entregar à paixão. João, por sua vez, é um jovem de classe média extremamente preocupado com as questões sociais do país. Ao se apaixonar por Maria Lúcia, ele fica dividido entre o relacionamento afetivo e a militância política.
O melhor amigo de João, Edgar, também se apaixona por Maria Lúcia e passa a disputar o amor da jovem com João Alfredo. Com o perfil oposto ao do amigo, Edgar não se envolve com as questões sociais do país, preferindo investir na profissão e na felicidade pessoal.
Apesar de se amarem, Maria Lúcia e João Alfredo vivem em conflito por causa da política e da ideologia de cada um. O namoro dos dois fica ainda mais difícil quando ele decide entrar para a luta armada. Após muitos encontros e desencontros, os dois acabam se separando definitivamente. Ela se casa com Edgar, e João, perseguido pela ditadura, é obrigado a sair do país.
Entre os companheiros do movimento está Heloísa, filha do poderoso banqueiro Fábio Brito, que ajudou a financiar o golpe militar de 1964. De garota rica e mimada, Heloísa dá uma reviravolta em sua vida ao entrar para luta armada.
O destino dos personagens está diretamente ligado ao momento político do país, que não atua, na minissérie, apenas como pano de fundo, como ocorreu com o período histórico da minissérie Anos Dourados, também de Gilberto Braga.

## Elenco
| Interprete              | Personagem                 |
| ----------------------- | -------------------------- |
| Malu Mader              | Maria Lúcia Damasceno      |
| Cássio Gabus Mendes     | João Alfredo Galvão        |
| Cláudia Abreu           | Heloísa Andrade Brito      |
| Marcelo Serrado         | Edgar Ribeiro              |
| Pedro Cardoso           | Galeno Quintanilha         |
| José Wilker             | Fábio Brito                |
| Betty Lago              | Natália Andrade Brito      |
| Kadu Moliterno          | Professor Inácio Avelar    |
| Geraldo Del Rey         | Orlando Damasceno          |
| Bete Mendes             | Carmen Damasceno           |
| Ivan Cândido            | Abelardo Galvão            |
| Norma Blum              | Valquíria Galvão           |
| Gianfrancesco Guarnieri | Dr. Salviano               |
| Deborah Evelyn          | Sandra                     |
| Rubens Caribé           | Marcelo                    |
| Mila Moreira            | Regina Ribeiro             |
| Carlos Zara             | Dr. Queiróz                |
| Maria Lúcia Dahl        | Yone Queiróz               |
| André Pimentel          | Valdir                     |
| Tuca Andrada            | Ubaldo                     |
| Marcelo Novaes          | Olavo                      |
| André Barros            | Bernardo Andrade Brito     |
| Paula Newlands          | Lavínia Queiroz            |
| Maurício Ferraza        | Gustavo                    |
| Malu Galli              | Jurema                     |
| Thales Pan Chacon       | Nelson                     |
| Denise Del Vecchio      | Dolores                    |
| Geórgia Gomide          | Zuleika                    |
| Teresinha Sodré         | Adelaide                   |
| Sônia Clara             | Glória                     |
| Roberto Pirillo         | Capitão Rangel             |
| Fátima Freire           | Idalina Quintanilha Rangel |
| Francisco Milani        | Camargo                    |
| Castro Gonzaga          | Teobaldo Damasceno         |
| Lourdes Mayer           | Marta Damasceno            |
| Stepan Nercessian       | Caramuru                   |
| Stella Freitas          | Dagmar                     |
| Yaçanã Martins          | Kira                       |
| Sílvia Salgado          | Solange                    |
| Benvindo Siqueira       | Xavier                     |
| Maria Rita              | Zilá                       |
| Zeni Pereira            | Talita                     |
| Nildo Parente           | Pedro Paulo                |
| Carlos Gregório         | Alberto                    |
| Enrique Díaz            | Pedro                      |
| Élida L'Astorina        | Ângela                     |
| Emílio de Mello         | Toledo                     |
| Edyr de Castro          | Zulmira                    |
| Jonathan Nogueira       | Guilherme Galvão           |
| Leandro Figueiredo      | José Rodolfo Galvão        |
| Bernardo Jablonski      | Juarez                     |
| Marjorie Andrade        | Maria Isabel Soares        |
| Carla Jardim            | Jaqueline                  |
| Mário Cardoso           | Capitão Junqueira          |
| Patrícia Naves          | Vera                       |
| Malu Valle              | Célia                      |
| Jorge Coutinho          | Pai Betão                  |
| Paulo Carvalho          | Sérgio                     |
| Fausto Galvão           | Michael                    |
| Helio Zachi             | Fausto                     |
| Clara Cresta            | Leila                      |
| Kadu Braz               | Igor                       |

### Participações especiais
| Interprete        | Personagem        |
| ----------------- | ----------------- |
| Susana Vieira     | Mariana           |
| Herson Capri      | Comandante        |
| Eva Wilma         | Joana             |
| Maria Padilha     | Maria Satamini    |
| Odilon Wagner     | Ralf Haguenauer   |
| Paulo Figueiredo  | Belotti           |
| Emiliano Queirós  | Acir              |
| Cininha de Paula  | Mariléia          |
| Moacyr Deriquém   | Diretor de teatro |
| Paulo Reis        | Policial          |
| Joyce de Oliveira | Dona Marli        |

## Personagens
Abaixo, segue-se uma breve descrição dos principais personagens, de acordo com o Jornal do Brasil:
- Maria Lúcia (Malu Mader) - Estudante do colégio Pedro II, em 1964. Filha de um famoso jornalista e escritor de esquerda, é atormentada pelos riscos de uma vida idealista, pois viveu essa experiência em casa. Ao se apaixonar por João Alfredo, fica dividida entre mergulhar no seu sentimento ou aceitar uma vida tranqüila, mas sem paixão, ao lado de Edgar.
- João Alfredo (Cássio Gabus Mendes) - Líder do grupo de amigos do Pedro II, é de uma típica família classe média da zona Sul, que não apoiará sua participação no movimento político. Ele, porém, faz sua opção, envolvendo-se cada vez mais na militância e tendo, por isso, que se separar de Maria Lúcia, seu grande amor.
- Edgar (Marcelo Serrado) - Melhor amigo de João Alfredo e seu principal rival no amor de Maria Lúcia, sem qualquer deslealdade. Inteligente e ambicioso, tem rápida ascensão profissional, mas preserva o bom caráter.
- Galeno (Pedro Cardoso) - Da turma do Pedro II, quer ser artista e não se esmera muita nos estudos.
- Waldir (André Pimentel) - Completa o quarteto de amigos do colégio. Muito sério, acaba se afastando e fazendo alianças não muito honrosas.
- Lavínia (Paula Newlands) - Grande amiga de Maria Lúcia, é a primeira do seu grupo a se casar.
- Heloísa (Cláudia Abreu) - Filha de um poderoso banqueiro, conhece Maria Lúcia no curso de francês e torna-se sua amiga. Vai entrar em choque com os padrões tradicionais da família e começar a participar do movimento político, dando uma reviravolta em sua vida
- Orlando Damasceno (Geraldo del Rey) - Pai de Maria Lúcia, escritor comunista conhecido e respeitado por suas posições. Terá uma forte ligação com João Alfredo.
- Carmem (Bete Mendes) - Mãe de Maria Lúcia, é completamente dependente do marido. Com a morte dele, a filha é quem assumirá diversas responsabilidades, pois Carmem não tem estrutura para isso.
- Seu Teobaldo (Castro Gonzaga) - Pai de Damasceno, funcionário público aposentado.
- Marta (Lourdes Mayer) - Mãe de Damasceno. Com a morte deste, irá morar com Maria Lúcia e sua mãe.
- Abelardo (Ivan Cândido) - Pai de João Alfredo, terá fortes conflitos ideológicos com o filho, pois é, um udenista convicto. Proprietário de uma pequena papelaria em Ipanema.
- Valquíria (Norma Blum) - Mãe de João Alfredo, ajuda o marido na papelaria e tem uma forte ligação afetiva com o filho, sofrendo muito quando ele sai de casa.
- Regina (Mila Moreira) - Mãe de Edgar, com quem tem um excelente relação. Ficou viúva muito jovem, mas conseguiu estruturar sua pequena família.
- Idalina (Fátima Freire) - Irmã de Galeno, casada com um militar.
- Capitão Rangel (Roberto Pirilo) - Marido de Idalina, ajudou na educação de Galeno.
- Xavier (Bemvindo Sequeira) - Porteiro do edifício onde mora a família de João Alfredo, será despedido por problemas de alcoolismo e se tornará caseiro do sítio dos pais de Lavínia. E pai de Waldir.
- Queiros (Carlos Zara) - Pai de Lavínia, tem uma pequena editora que irá falir e ser encampada pela holding do banqueiro Fábio. Intelectual liberal, é uma pessoa amável e consciente.
- Yone (Maria Lúcia Dahl) - Mulher de Queirós, forma com ele um simpático casal.
- Fábio (José Wilker) - Poderoso banqueiro, que ajuda a financiar o golpe militar, é envolvente e capaz de enorme frieza. Mulherengo, terá graves crises matrimoniais, mas seu grande choque será através da filha Heloísa.
- Natália (Betty Lago) - Tenta desesperadamente manter seu casamento com Fábio. Tem uma boa relação com os filhos e se envolverá com Avelar.
- Professor Avelar (Kadu Moliterno) - Um ídolo para seus alunos, leciona história com um enfoque esquerdista. E um teórico do socialismo e se sentirá inconformado quando souber que jovens com quem conviveu estão nas prisões. Vai se envolver amorosamente com Natália, que irá ajudá-lo em momentos de crise.
- Zulmira (Edir de Castro) - Ex-babá de Heloísa.
- Mariana (Susana Vieira) - advogada, amiga de Regina, agredida por agente da repressão durante um depoimento.

## Produção
Anos Rebeldes pode ser considerada a continuação indireta de Anos Dourados, minissérie exibida em 1986, que retratava os anos 50. Gilberto Braga começou a escrever a minissérie em 1991, porém teve que interrompê-la devido à novela O Dono do Mundo.
Desde o início dos anos 1980, a Globo vinha produzindo obras de ficção que retratavam temas da história brasileira. O incentivo à produção de séries pela Globo surgiu de uma tentativa de aproximar o mundo apresentado pela teleficção e a realidade empírica brasileira. Para melhor compor seus personagens, alguns atores tiveram aulas de política, sendo que o elenco foi reunido em torno de Bete Mendes, Francisco Milani e Gianfrancesco Guarnieri, que foram participantes ativos durante a época.
Grande parte das cenas foi filmada em estúdio. O Teatro Opinião e parte do cinema Paissandu foram reconstituídas pelo cenógrafo Mário Monteiro e pela produtora de arte Cristina Médicis.
O cineasta Sílvio Tendler, através de uma extensa pesquisa em fotos, recortes de jornais, e arquivos da própria TV Globo, Cinemateca Brasileira de São Paulo e Arquivo Nacional, foi o responsável pelos fotogramas em preto e branco que eram transmitidos ao longo da minissérie. " Achei o convite do Gilberto Braga curioso e, ao mesmo tempo, genial. Afinal, tenho o maior interesse em recuperar fotograma por fotograma da história do Brasil, seja na televisão ou no cinema. E "Anos Rebeldes" vai possibilitar isso, já que é uma minissérie ambientada no Rio de Janeiro, entre 1965 e 1978" - disse Sílvio Tendler na época da estreia. Algumas cenas foram gravadas em preto e branco e em 16mm para se fundirem com o material de arquivo.
Pouco tempo antes de sua estreia, a minissérie teve que ser reescrita do 11º ao 14º capítulo. O vice-presidente de operações da TV Globo, José Bonifácio de Oliveira Sobrinho (Boni), quis que Gilberto Braga a reescrevesse pois, de acordo com ele, o autor havia exagerado na parte política e deixado o romance, fio condutor da trama, de lado. "Na sinopse que aprovei, a revolução de 68 aparecia como pano de fundo de uma história de amor. Além disso, se eu quisesse uma minissérie política teria feito a encomenda a outro autor. O Gilberto é um mestre em contar histórias sobre o sentimento e o cotidiano das pessoas", justificou Boni. As gravações tiveram de ser temporariamente suspensas.
Anos Rebeldes ganhou uma versão literária, adaptada por Flávio de Campos. O livro homônimo foi lançado pela Editora Globo, em 29 de julho de 1992.
Isabel Diegues, filha de Nara Leão e Cacá Diegues, interpretou a mãe na minissérie.
Anos rebeldes pode ser considerada uma narrativa de caráter histórico devida sua forma de representar a experiência do passado recente do Brasil, operada pelos indivíduos e/ou agentes sociais envolvidos na produção e ou recepção. A obra trata-se de um testemunho das lutas sobre a memória dos anos 1960 no Brasil que ocorreram em 1980, mostrando como foram apropriadas e representadas pela teleficção. Deixando entrever de que forma essas lutas pareceram repercutir no seio da sociedade brasileira do início da década de 1990.

## Exibição
Foi reprisada entre 7 de março a 31 de março de 1995, em 16 capítulos, às 22h30 substituindo Boca Do Lixo e sendo substituída por Desejo no Festival Globo 30 anos.
Foi reprisada em janeiro de 2005, pelo canal Multishow, em comemoração aos 40 anos da TV Globo. A minissérie foi reapresentada na TV por assinatura Viva para comemorar 1º ano do canal de 30 de maio de 2011 à 24 de junho de 2011, às 23h45, substituindo Anos Dourados e sendo substituída por A, E, I, O... Urca. E foi reapresentada uma segunda vez pelo Viva entre 27 de maio e 21 de junho de 2013 comemorando o 3º ano do canal, novamente substituindo Anos Dourados e sendo substituída por A Casa das Sete Mulheres. 

### Outras Mídias
Em outubro de 2003, a minissérie foi lançada em DVD numa parceria entre a Globo Vídeo e Som Livre.

## Prêmios
Associação Paulista dos Críticos de Arte (APCA):
- Prêmio da Crítica
- Melhor Atriz: Cláudia Abreu como Heloísa.

## Trilha sonora
1. "Baby" - Gal Costa e Caetano Veloso
2. "Sapore di Sale" - Gino Paoli
3. "Carta ao Tom" - Toquinho e Vinícius
4. "Can't Take My Eyes off You" - Frankie Valley & The Four Seasons
5. "Mascarada" - Emílio Santiago
6. "Alegria Alegria" - Caetano Veloso
7. "Going Out of My Head" - Sérgio Mendes
8. "Monday Monday" - The Mamas & The Papas
9. "There's a Kind of Hush" - Herman's Hermits
10. "Soy Loco Por Ti America" - Caetano Veloso
11. "Discussão" - Sylvinha Telles
12. "Call Me" - Chris Montez
13. "Senza Fine" - Ornella Vanoni
14. "Guantanamera" - Edom e Felipe
15. "The House Of The Rising Sun" - Edom e Felipe

Outras Canções Não Incluídas
"Roda" - Gilberto Gil
"(I Can't Get No) Satisfaction" - Rolling Stones
"O Bêbado e a Equilibrista" - Elis Regina
"A Banda" - Nara Leão
"I Want To Hold Your Hand" - The Beatles
"Heróis da liberdade" - Roberto Ribeiro
"Arrastão" - Elis Regina
"Bandeira Branca" - Dalva de Oliveira
"Carry On Wayward Son" - Kansas
"Guarda Come Dondolo" - Edoardo Vianello
"Pra Não Dizer Que Não Falei das Flores (Caminhando)" - Geraldo Vandré
"Como Nossos Pais" - Elis Regina
"Bachianas Brasileiras Nº.4: I. Prelúdio" - Heitor Villa-Lobos

## Ligações Externas
- «Anos Rebeldes no Globo Play»